# Goran

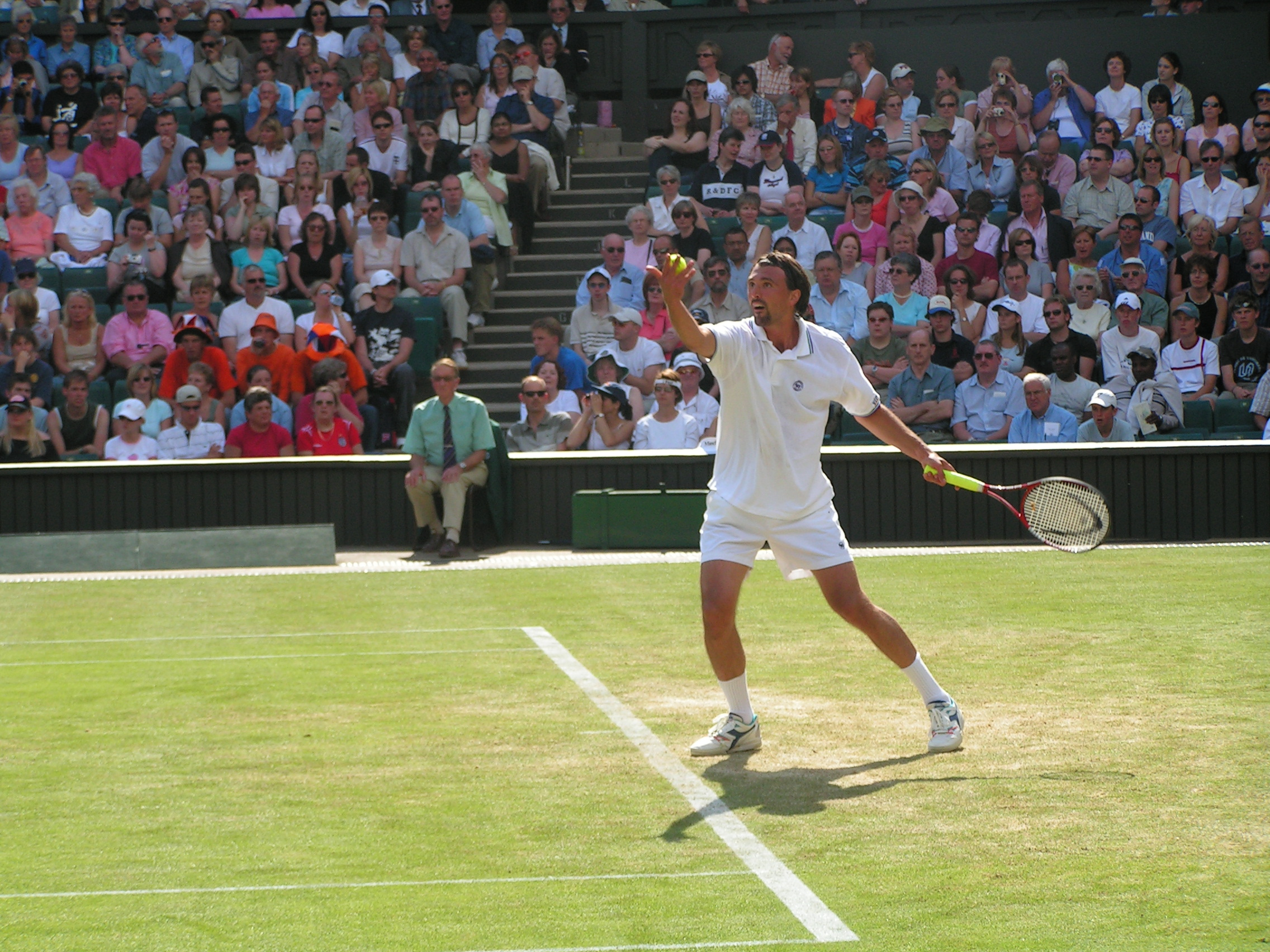
Goran Ivanišević, 2004.

Goran som egennamn är vanligt i Bosnien, Kroatien, Serbien, Montenegro, Bulgarien och Nordmakedonien. Namnet betyder "bergsbo" eller "högländare". Namnet är också vanligt i Kurdistan.[källa behövs]

## Smeknamn
- Goca/Gozza [Gɔ'tsa] (Mest använt i Kroatien och Serbien)
- Gogi [Gɔgi]
- Gogo [Gɔgo]
- Gorčo [Gɔrtʃɔ]
- Gorčilo [Gɔrtʃɪɫɔ]

## Personer med namnet Goran
- Goran Bregović, bosnisk musiker
- Goran Ivanišević, kroatisk tennisspelare
- Goran Karan, kroatisk sångare
- Goran Pandev, makedonisk fotbollsspelare
- Goran Višnjić, kroatisk skådespelare